# Acolon

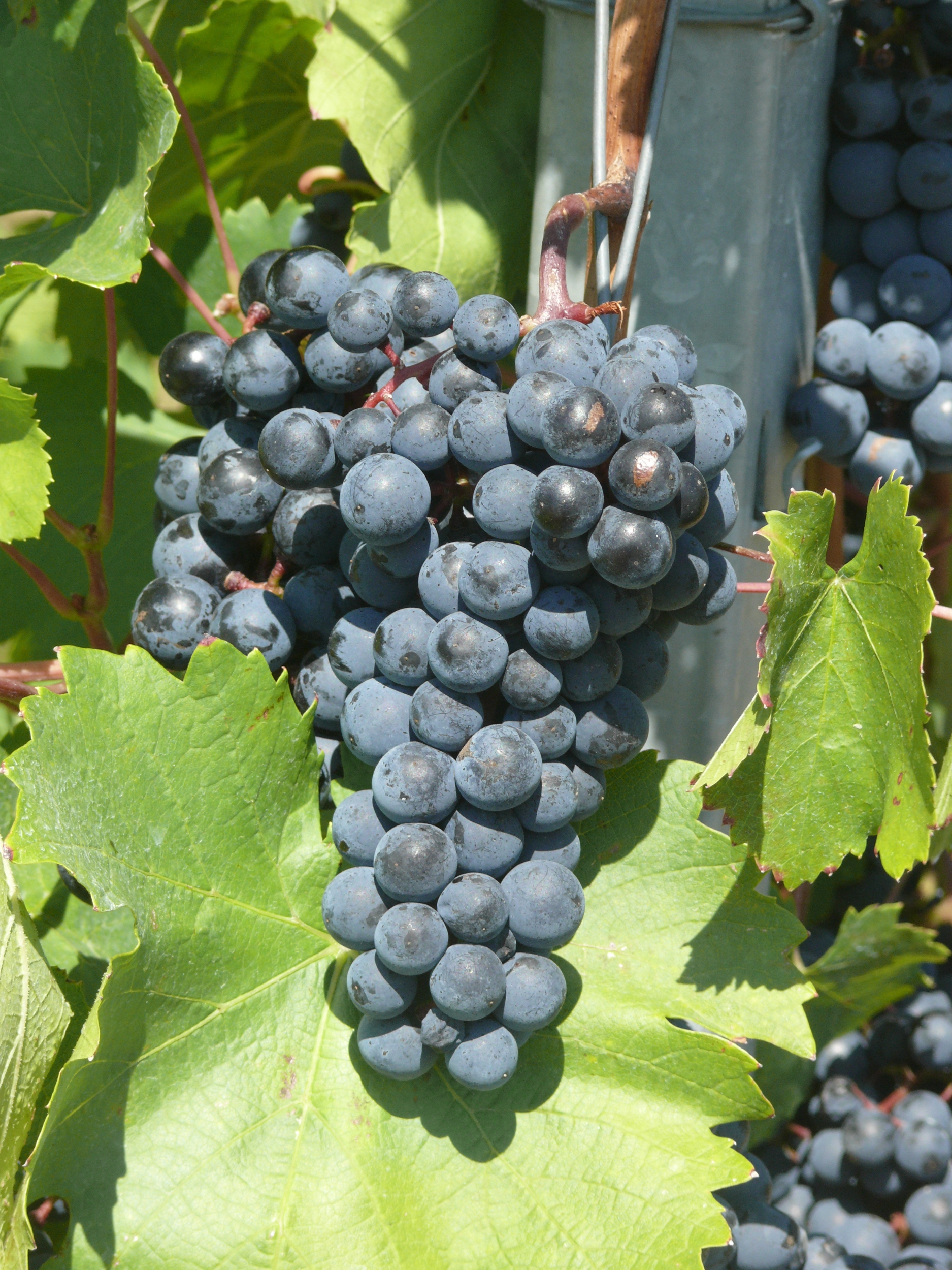
Hrozen bobulí odrůdy Acolon

Acolon je raná až středně pozdní moštová odrůda révy vinné (Vitis vinifera), používaná k výrobě červených vín. Odrůda byla vyšlechtěna v roce 1971 ve Státním výukovém a výzkumném ústavu pro vinohradnictví a ovocnářství ve Weinsbergu, v Německu, křížením odrůd Frankovka (Blauer Limberger) a Dornfelder.

## Popis
Réva vinná (Vitis vinifera) odrůda Acolon je jednodomá dřevitá pnoucí liána, dorůstající v kultuře až několika metrů. Kmen tloušťky až několik centimetrů je pokryt světlou borkou, která se loupe v pruzích. Úponky révy umožňují této rostlině pnout se po pevných předmětech. Růst je středně bujný až bujný se vzpřímenými letorosty. Vrcholky letorostů jsou zelené, velmi slabě pigmentované antokyaniny, slabě ochmýřené. Mladé lístky jsou zelené s jemným bronzovým nádechem.
Listy jsou středně velké až velké, tří- až pětilaločnaté s mělkými až středně hlubokými výkroji, povrch je hladký až slabě puchýřnatý, řapíkový výkroj je otevřený, ve tvaru „V“ či ve tvaru „UV“, se zaostřeným dnem, někdy úzce otevřený až mírně překrytý s průsvitem, žilnatina v oblasti napojení řapíku je takřka bez pigmentace antokyaniny.
Oboupohlavní pětičetné květy v hroznovitých květenstvích jsou žlutozelené, samosprašné. Hrozny jsou středně velké až velké (200–250 g), řidší až středně husté, se středně velkými, krátce oválnými, modročernými bobulemi, se světle červeně zbarvenou dužinou neutrální až jemně ovocné chuti.

## Původ a rozšíření
Acolon je moštová odrůda révy vinné (Vitis vinifera). Byla vyšlechtěna roku 1971 ve Státním výukovém a výzkumném ústavu pro vinohradnictví a ovocnářství ve Weinsbergu, ve Württembersku, v Německu, křížením odrůd Frankovka (Blauer Limberger) a Dornfelder. Šlechtitelem odrůdy byl Bernd Hill, v Německu byla registrována roku 2002.
V Německu byla odrůda Acolon roku 2007 pěstována na 473 hektarech vinic, převážně v regionech Württembersko, Falcko, Rheinhessen a Franky, osazené plochy mají mírně stoupající tendenci. Na malých plochách byla odrůda pěstována i ve Švýcarsku, roku 2007 na 1,7 ha. Najdeme ji na malých plochách též v Belgii (AOC Côtes de Sambre et Meuse).
Ve Státní odrůdové knize České republiky není odrůda zapsána, probíhá registrační řízení, které by mělo být ukončeno v roce 2012. Není uvedena ani mezi odrůdami, ze kterých je dovoleno vyrábět zemská vína. V ČR lze zatím odrůdu objevit na vinicích pouze velmi vzácně.

## Název
Původ názvu odrůdy je nejasný. V Rusku je pro odrůdu používán název Аколон, šlechtitelský název odrůdy je We 71-816-102.

## Pěstování
Réví vyzrává dobře, odolnost vůči mrazu je lepší, než u obou rodičů (−23 °C), odrůda nebývá poškozována ani pozdními jarními mrazy a nemá sklon ke sprchávání. Výnosy jsou nadprůměrné a konstantní, v letech 1977–2006 byl průměrný výnos 13,2 t/ha při cukernatosti 83 °Oe (nezřídka jde hodnota i přes pozoruhodných 100 °Oe) a aciditě 8,7 g/l. Zatížení se doporučuje 6–8 oček na m², s výjimkou hlubších půd není pro nepříliš bujný růst doporučena podnož K 5BB.

### Fenologie
Odrůda raší raně až středně pozdně, kvete středně pozdně až pozdně, dozrává raně až středně pozdně, dříve, než odrůda Frankovka, u nás ve druhé polovině září, v Polsku v poslední dekádě září.

### Choroby a škůdci
Odrůda je poměrně odolná vůči houbovým chorobám, dobře odolává plísni révové (Plasmopara viticola), středně dobře odolává padlí révovému (Uncinula necator) a plísni šedé (Botrytis cinerea).

### Poloha a půdy
Požadavky na polohu jsou střední, vyhovují dobré polohy pro Müller Thurgau a Sylvánské zelené, na půdy nemá odrůda zvláštní požadavky.

## Víno
Odrůdová vína mívají vyšší obsah zbytkových cukrů, než vína z rodičovských odrůd, typově jsou podobná spíše Frankovce. Mají ještě intenzivnější barevnost, jsou plná, jemně ovocitá a harmonická, s dobrou strukturou a s decentní tříslovinou, dobře vyzrávají a jsou vhodná i k barikové úpravě. Bezcukerný extrakt vín v dlouhodobém průměru je vysoký, 25,8 g/l.

### Multimédia
- Martin Šimek : Encyklopédie všemožnejch odrůd révy vinné z celýho světa s přihlédnutím k těm, co již ouplně vymizely, 2008–2012